# Ctenochelys
La ctenochelide (Ctenochelys) è una tartaruga estinta, vissuta nel Cretaceo superiore (Coniaciano - Campaniano, circa 87 - 78 milioni di anni fa). I suoi resti fossili sono stati ritrovati in Nordamerica e in Europa.

## Descrizione
L'aspetto di questa tartaruga marina doveva essere molto simile a quello dell'attuale Caretta caretta. Il carapace era lungo circa un metro e l'animale intero doveva sfiorare il metro e mezzo di lunghezza. Ctenochelys era già provvisto di un palato osseo secondario, una caratteristica evoluta riscontrabile nelle tartarughe marine più derivate. 

## Classificazione
I fossili di questa tartaruga vennero attribuiti inizialmente a quelli di un'altra tartaruga, Toxochelys. Solo nel 1904 Charles Hazelius Sternberg attribuì questi fossili a un nuovo genere e a una nuova specie, Ctenochelys stenoporus. Successivamente a questo genere vennero attribuite altre specie, C. acris, C. procax e C. tenuitesta, tutte provenienti dai terreni del Mare interno occidentale nordamericano. Fino al 2012 si pensava che Ctenochelys fosse un genere esclusivamente nordamericano, fino a quando non sono stati descritti fossili provenienti dalla Germania (Karl e Nyhuis, 2012). 
Ctenochelys e le forme simili (Lophochelyinae) hanno avuto una classificazione incerta a causa di alcune caratteristiche miste, ma recenti revisioni tassonomiche hanno ipotizzato che questi animali potessero essere membri primitivi della famiglia Cheloniidae, che raggruppa la maggior parte delle tartarughe marine attuali (Parham e Pyenson, 2010).